# Nilaborre
Nilaborren (Lates niloticus), er en art af ferskvandsfisk i familien Latidae i ordenen Perciformes. Den er udbredt i store dele af den afrotropiske zone, og er hjemmehørende i Congofloden, Nilen, Senegalfloden, Nigerfloden og Tchad-søen, Voltasøen, Lake Turkana, og andre flodbassiner. Det forekommer også i brakvand i Lake Mariout i Egypten. Nilaborren er en fisk af væsentlig økonomisk og fødevaresikkerhedsmæssig betydning i Østafrika. Nil-aborren blev oprindeligt beskrevet som Labrus niloticus, og blandt de marine læbefisk er arten også blevet omtalt som Centropomus niloticus. Almindelige navne inkluderer Victoria-aborre (et vildledende handelsnavn, da arten ikke er hjemmehørende i Victoriasøen, selvom den er blevet introduceret der), og den har mange lokale navne på forskellige afrikanske sprog. På luo benævnes den mbuta eller mputa. I Tanzania kaldes den sangara, sankara eller chenku. I frankofone afrikanske lande er den kendt som capitaine. Dens navn på hausa er giwan ruwa, hvilket betyder "vandelefant".

## Beskrivelse
Nilaborren er sølvfarvet med et blåt skær. Den har karakteristiske mørke-sorte øjne, med en gul ydre ring. Den er en af de største ferskvandsfisk, og når en maksimal længde på næsten 2 m og vejer op til 200 kg. Fuldt udvoksede fisk varierer typisk fra 121 til 137 cm, selvom mange fisk fanges, før de når at blive så store.
Voksne nilaborrer trives på alle habitater i en sø såfremt koncentrationen af ilt er tilstrækkelig, mens unge fisk er begrænset til lavvandede eller kystnære miljøer. Nilaborren er et voldsomt rovdyr, der dominerer sine omgivelser, og lever af fisk (inklusive sine egne artsfæller), krebsdyr, bløddyr og insekter; ungerne lever også af zooplankton. Nilaborrer svømmer i stimer som en mekanisme til at beskytte sig selv mod andre rovdyr.

## Invasiv art
Nilaborrer er blevet introduceret til mange andre søer i Afrika, herunder Victoriasøen og den kunstige sø Nassersøen. World Conservation Union har nilaborren på sin liste over verdens 100 værste invasive arter.
Introduktionen af nilaborren til Victoriasøen er et af de mest kendte eksempler på de negative virkninger introduktionen af en fremmed arter kan have på et økosystem. Nilaborren blev introduceret til Victoriasøen i Østafrika i 1950'erne, og er siden blevet fisket kommercielt i søen. I 2003 nåede salget af nilaborrer til EU op på 169 millioner euro. Lystfiskeri i regionen Uganda og Tanzania gav yderligere indtægter fra turisme.
Dens introduktion var økologisk forstyrrende og menes at have forårsaget udryddelse eller nær udryddelse af flere hundrede hjemmehørende arter. Nilaborren ernærede sig oprindeligt af hjemmehørende cichlider, men med mindsket tilgængelighed af dette bytte, spiser den nu hovedsageligt små rejer og karpefisk.
Staten Queensland i Australien opkræver store bøder for enhver, der er i besiddelse af en levende nilaborre, da den konkurrerer direkte med den indfødte barramundi, som ligner nilaborren og opnår en længde på omtrent 1,5 m.
Arten har stor kommerciel betydning som fødefisk. Nilaborren er også populær blandt lystfiskere, da den beredvilligt hugger til spinnere, og den opdrættes også i akvakultur.